# Вознесіння Господнє (свято)
Свято Вознесіння Ісуса Христа, також відоме як, Вознесіння, святкують християни. Це святкування тілесного вознесіння Ісуса на небеса. Це одне із дванадесятих (у православ'ї) та вселенських (у католицизмі - тобто, такого що повсюдно відзначається) свят Християнської Церкви, на рівні зі святами Страстей Христових, у період від Пасхи до П'ятдесятниці. День Вознесіння Господнього традиційно відзначається у четвер, на сороковий день після Пасхи (після підрахунків, наведених в Мк. 16:19, Лк. 24:51 і Дії 1:2), хоча деякі християнські конфесії змінили дату святкування.

## Історія
Святкування цього свята має велику давнину. Євсевій Кесарійський має натяки на святкування цього свята у IV столітті. На початку V століття Аврелій Августин каже, що це свято апостольського походження, і він говорить, що Церква святкувала Вознесіння задовго до нього. Часті згадки про нього є в працях Івана Золотоустого, св. Григорія Ниського. Паломниця Егерія говорить про вечірню цього свята. 
До кінця IV ст. святкування Вознесіння Господнього і П'ятидесятниці не розділяли. При цьому П'ятидесятниця сприймалась як особливий період церковного року, а не святковий день (напр., Тертуліан називає її «laetissimum spatium» (радісним періодом)). У IV ст. П'ятидесятниця остаточно оформилася не тільки як особливий період після Пасхи (пор .: 20 правило I Вселенського собору), але і як самостійний свято (напр., 43-е прав. Ельвірського Собору (після 300 р)). Слідом за П'ятидесятницею в особливе святкування виділилося і Вознесіння.
На сході незважаючи на те, що вже стараннями св. імператриці Олени на горі Елеон була побудована церква, в Сирії і Палестині до кін. IV ст. Вознесіння та Зішестя Святого Духа, ймовірно, ще святкувалися разом на 50-й день після Великодня.
Про таку практику спільного святкування пише паломниця Егер, повідомляючи, що в вечір П'ятдесятниці всі християни Єрусалиму збираються на горі Елеон, «в тому місці, з якого Господь вознісся на небо», званому Імвомон, і відбувається служба з читанням Євангелія і Діянь апостольських, що оповідають про Вознесіння. Втім, Егерія відзначає і вчинення святкової служби в Віфлеємі на 40-й день після Великодня, але на думку дослідників, в даному випадку мова йде не про свято Вознесіння, а про єрусалимське свято вифлеємських немовлят 18 травня (якщо це припущення вірне, паломництво Егерії слід відносити до 383 р, коли ця дата припадала на 40-й день після Великодня.
На думку Ж. Даньєл, поділ 2 свят відбулося після засудження єресі Македонія на II Вселенському Соборі (381) і мало на меті підкреслити особливу роль Св. Духа в домобудівництві спасіння. Вказівки на окреме святкування Вознесіння Господнього зустрічаються у свт. Григорія Нісського і в антіохійських проповідях свт. Івана Золотоустого. Прямо про святкування 40-го дня після Пасхи як Вознесіння йдеться в «Апостольських постановах» (бл. 380 р.). Джерела V і наступних століть вже однозначно виділяють Вознесіння в окреме свято на 40-й день після Великодня.
На заході Перші відомості про святкування Вознесіння зустрічаються в проповідях єп. Хромата Аквілейского (388—407) і в «Книзі про різні єресі» єп. Філастрія Брешіанського (383—391), де серед великих свят на честь Ісуса названі Різдво, Богоявлення, Великдень і «день Вознесіння», в який «Він зійшов на небо близько П'ятидесятниці», що може вказувати на нероздільність 2 свят (Вознесіння і П'ятидесятниці). В іншому місці Філастрій каже, що Вознесіння справляється саме на 40-й день, причому йому передує піст, який триває і після цього свята. Мабуть, поява нового рубежу в пасхальному періоді (Вознесіння, що святкується на 40-й день) викликала подив щодо часу початку посту — до або після П'ятидесятниці; до VI ст. було визнано правильним починати постити тільки після П'ятидесятниці, хоча символічно 40-денний період радості протистояв 40 дням Великого посту. До V ст. практика святкування Вознесіння ствердилася на Заході остаточно — наприклад, блж. Августин називає «чотиридесятницю Вознесіння» (Quadragesima Ascensionis) святом «найдавнішим і повсюдним».

## Джерела свята

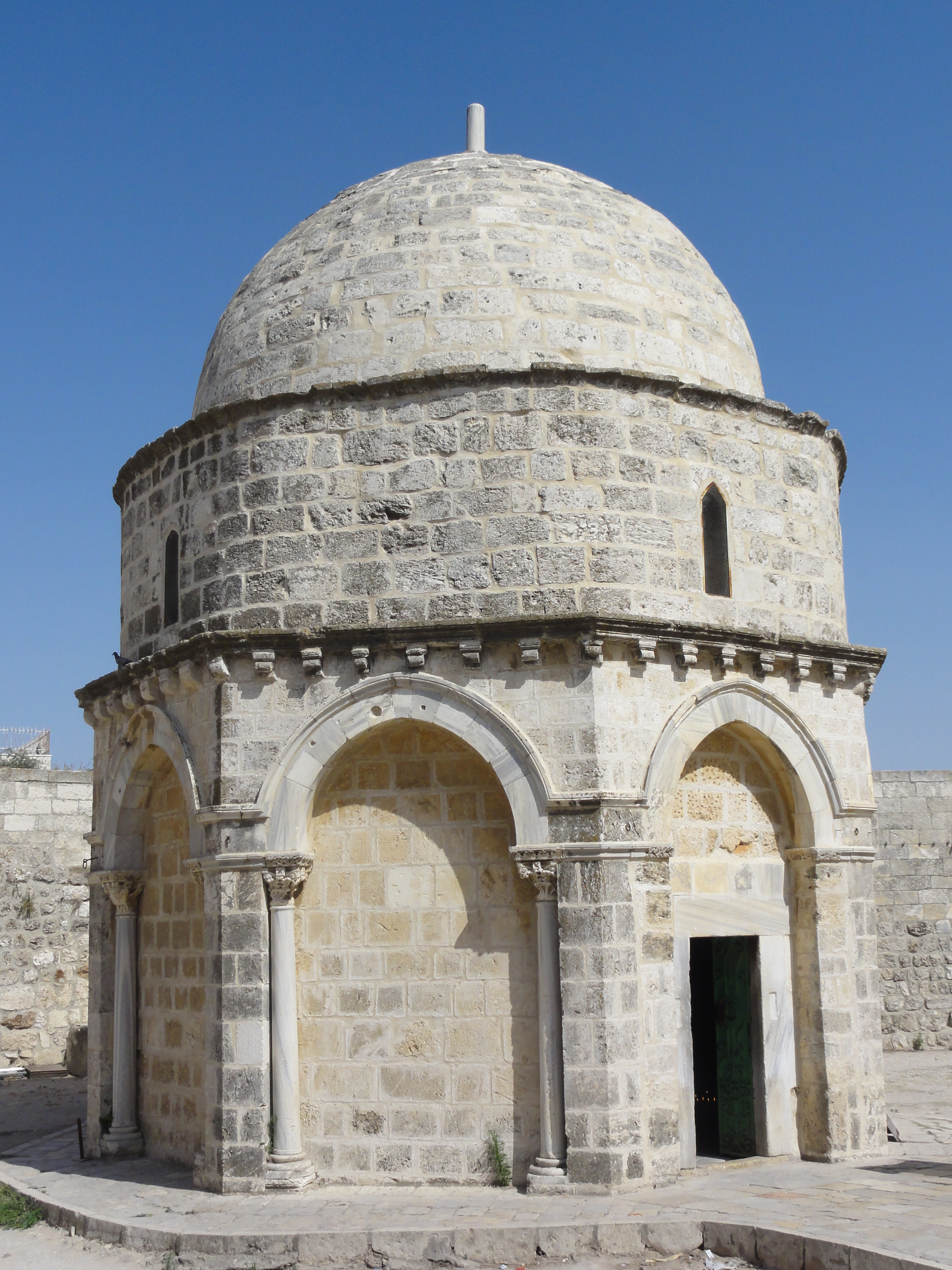
Храм Вознесіння на Оливній горі у Єрусалимi

### Дати святкування
| Рік  | Західна (Католицька)   | Східна Православна     |
| ---- | ---------------------- | ---------------------- |
| 2000 | 1 або 4 червня         | 8 червня               |
| 2001 | 24 або 27 травня       | 24 або 27 травня       |
| 2002 | 17 або 20 травня       | 24 травня              |
| 2003 | 29 травня або 1 червня | 5 червня               |
| 2004 | 20 або 23 травня       | 20 або 23 травня       |
| 2005 | 5 або 8 травня         | 9 червня               |
| 2006 | 25 або 28 травня       | 1 червня               |
| 2007 | 17 або 20 травня       | 17 або 20 травня       |
| 2008 | 1 або 4 травня         | 5 червня               |
| 2009 | 21 або 24 травня       | 28 травня              |
| 2010 | 13 або 16 травня       | 13 або 16 травня       |
| 2011 | 2 або 5 червня         | 2 або 5 червня         |
| 2012 | 17 або 20 травня       | 24 травня              |
| 2013 | 9 або 12 травня        | 13 червня              |
| 2014 | 29 травня або 1 червня | 29 травня або 1 червня |
| 2015 | 14 або 17 травня       | 21 травня              |
| 2016 | 5 або 8 травня         | 9 червня               |
| 2017 | 25 або 28 травня       | 25 або 28 травня       |
| 2018 | 10 або 13 травня       | 17 травня              |
| 2019 | 30 травня або 2 червня | 6 червня               |
| 2020 | 21 або 24 травня       | 28 травня              |
| 2021 | 13 або 16 травня       | 10 червня              |
| 2022 | 26 або 29 травня       | 2 червня               |
| 2023 | 18 або 21 травня       | 25 травня              |
| 2024 | 9 або 12 травня        | 13 червня              |
| 2025 | 29 травня або 1 червня | 29 травня              |